# フランス王聖ルイ (エル・グレコ)
『フランス王聖ルイ』（フランスおうせいルイ、仏: Saint Louis, roi de France, et un page、英: Saint Louis）は、ギリシャ・クレタ島出身であるマニエリスム期のスペインの巨匠エル・グレコが1592年から1595年ごろにキャンバス上に油彩で制作した絵画である。第6回十字軍に参加した13世紀のフランス国王ルイ9世を描いている。作品は19世紀にはシュノンソー城にあったが、1903年以来、パリのルーヴル美術館に収蔵されている。

## 主題
本作のモデルは、13世紀のフランス国王ルイ9世 (1215-1270年) である。ルイ9世は高徳の母カスティーリャのブランカから教育を受け、学問、芸術、慈善事業の振興に努める一方、第6回十字軍に参加して、茨の冠と真の十字架と信じられるものをフランスに持ち帰り、その死後の1297年にフランスの守護聖人となった。彼は「王座の権威と福音の神聖を結び付ける」方法を知っていた国王として、エル・グレコの時代にも大いに称揚された。ジュネーヴの司教であり、カトリック教会、聖公会の聖人にもなったフランシスコ・サレジオは、自身の著書『信仰生活入門』(1608年) でルイが病院で患者を見舞った慈善行為を例に挙げて、その篤い信仰心を讃えている。ルイはスペインで圧倒的な人気を博し、ルイス・トリスタンやアロンソ・サンチェス・コエリョの絵画にも描かれた。

## 作品
エル・グレコは伝統的な図像に則り、フランス王位を示す百合を象ったゴシック風の王冠と笏を描き、司法権の尊厳を高めた聖人にふさわしい「象牙の手のついた杖」(司法権の象徴) を持たせている。しかし、金の飾りのついた黒い甲冑は『聖マルティヌスと乞食』 (ワシントン・ナショナル・ギャラリー) など画家の他の作品にも見られるもので、ルイの生きた13世紀ではなく、明らかに16世紀のものである。聖人の隣の小姓が身に着けている白いレース模様の襟飾りと胴着も当時の宮廷風俗に従っている。
文武に長じた高潔なる明君と伝えられるルイは身体に赤い帯状の布を巻き付けており、それは内面の情熱を象徴しているものとも解釈される。ルイが信仰と正義のために戦う用意があることは、小姓がヘルメットをいつでも被れるように準備していることでも明らかである。しかし、本作の特徴は、個性表現に富むとは言えないエル・グレコの聖人像の中で、稀に見るほどの鋭い心理描写を示していることである。ルイは1人の生身の人間として描かれており、疲労感を湛えた虚ろな表情には脆弱な精神と病的な性格がうかがわれる。さらに、前に突き出された剥き出しの右腕と力なく笏を持つ右手は、聖人らしからぬ精神状態を表している。すなわち、この作品は聖人のイメージを逸脱しており、注文主あるいは制作の状況については何ら資料が残されていないものの、最初は特定の個人の肖像画として制作されたとも考えられるのである。
小姓の姿は、『オルガス伯の埋葬』(サント・トメ教会、トレド) の左前景に登場する少年と同様、エル・グレコの息子ホルヘ・マヌエルをモデルにしたと言われている。背景には、ティントレット、ヴェロネーゼなど16世紀ヴェネツィア派の肖像画によく見られる巨大な円柱と台座が描かれている。この種の円柱は本来、「権力」の象徴としてモデルに威風を与えるものであるが、本作ではむしろモデルの性格的な弱さを浮き彫りにしている。